# Glipa textilis
Glipa textilis là một loài bọ cánh cứng trong họ Mordellidae. Loài này được Montrouzier miêu tả khoa học năm 1855.